# Angel from Hell
Angel from Hell es una serie de televisión estadounidense de comedia de situación y fantasía creada por Tad Quill. A la serie le dieron luz verde el 8 de mayo de 2015, por CBS, y fue estrenada el 7 de enero de 2016. El 8 de febrero de 2016, CBS canceló la serie y removiéndolo de su programación después de 5 episodios emitidos, dejando 8 episodios producidos sin emitir. Los episodios restantes se transmitieron el 2 de julio de 2016.

## Sinopsis
La serie trata de un ángel llamado Amy, que actúa como un guardián para Allison, formando una amistad.

## Personajes

### Principales
- Jane Lynch como Amy Cass, una individua misteriosa y extraña que se revela a sí misma como un ángel. Ella es un poco loca y puede hacer predicciones increíbles que se hacen realidad. Se sugiere que Amy ha estado viendo Allison desde la infancia.[5][6]
- Maggie Lawson como Allison Fuller, un dermatólogo que le gusta la multi-tarea y es una perfeccionista. Ella cree que Amy es una loca, hasta que descubre que Amy sabe todo sobre ella y comienza a creer sus predicciones locas. [7] [8]
- Kyle Bornheimer como Brad Fuller, el hermano menor de Allison, que vive por encima de su garaje.
- Kevin Pollak como Marv Fuller, el padre de Allison dermatólogo y jefe.

### Recurrente
- Ginger Gonzaga como Kelly, ex mejor amiga de Allison que regresa a su vida.
- Constance Marie como Linda, nuevo amor de Marv.
- David Denman como Evan, el novio de Allison quien descubre que ha estado engañándola.

## Recepción
Angel from Hell ha recibido críticas medias de los expertos. En Metacritic, mantiene un metascore de 55/100, basado en 18 comentarios. En Rotten Tomatoes, tiene una calificación de 41%, basado en 29 comentarioss, con un porcentaje de 5/10. El consenso dice lo siguiente: "Banish thee from the airwaves, oh Angel from Hell, for sins of commonplace sitcom triteness and obnoxious use of an iconic comedic lead."

### Controversia
Después de estrenarse la serie, One Million Moms, el sitio web American Family Association, afirmó que el programa "no respeta el cristianismo". El grupo cristiano también sugirió una lista de patrocinadores para quitar los anuncios del programa.